# سليمان البستاني
ولد في الاردن 
سليمان خطار البستاني (22 مايو 1856 - 1 يونيو 1925)، أديب لبناني. ولد في إبكشتين إحدى قرى إقليم الخروب التابع لقضاء الشوف بلبنان، وتلقى مبادئ العربية والسريانية من عم أبيه المطران عبد الله. وفي سن السابعة دخل المدرسة الوطنية في بيروت وبقي فيها ثماني سنوات أثبت فيها تفوقه وجده، وأحب منذ صغره الأدب والشعر فكان يقرأ كثيراً روائع الأدب العربي والغربي، ونال شهادة إتمام الدراسة بالمدرسة الوطنية سنة 1871.

## عمله
اشتغل بالتدريس، وفي نفس الوقت أسهم بمقالاته ودراساته في تحرير مجلات وصحف «الجنان» و«الجنة» و«الجنينة»، كما شارك في تأليف «دائرة المعارف» التي بدأها المعلم بطرس البستاني، ثم تابعها فيما بعد نجله سليم. استأنف العمل نجلا المعلم بطرس (نجيب ونسيب). وأعاد النظر في المجلدات المطبوعات فؤاد إفرام البستاني وظهر المجلد الأول سنة 1956. وبعد أن ودّع العمل في المدرسة الوطنية تم تعيينه ترجمانا في قنصلية الولايات المتحدة ببيروت، لكنه آثر الدرس والتحصيل فاستطاع أن يتقن أكثر من عشر لغات حية، ومما يروى عنه أثناء زيارته للآستانة سنة 1908م أنه خطب بالعربية والتركية والإنجليزية والفرنسية بطلاقة، ولم تقف ميوله عند ولعه بالأدب والشعر واللغات، بل تجاوزت ذلك إلى العلوم. وقد أتقن منها: الرياضيات والكيمياء والقانون والزراعة والتجارة وعلم المعادن والاجتماع والتاريخ. في العقد الثاني من عمره شغف سليمان البستاني بالشعر القصصي. وهام بأساطيره وخرافاته وعمد إلى نظم مقطوعات شعرية قصيرة، لكن شاعريته ما لبثت أن تفتحت لتجدد نضحها مع الإلياذة التي ترجمها ترجمة رائعة.

## ترجمته للإلياذة
الذي شجعه على ترجمة الإلياذة هو د. يعقوب صروف وذلك أثناء زيارته لمجلة المقتطف بالقاهرة سنة 1887 لمراجعة إحدى مقالاته، فاختمرت الفكرة لديه فاطلع أولا على ترجمة الإلياذة باللغات الإنجليزية والفرنسية والإيطالية، ثم قام بتعريبها شعرا. وصدرت عن مطابع دار الهلال بالقاهرة سنة 1904 وأهداها إلى والده، وقد قام له رجال الأدب والثقافة في مصر حفلة تكريم بفندق شبرد في 14 يونيو 1904 بهذه المناسبة الثقافية الكبيرة، كما وضع معجما وملحقا للإلياذة، وكتب مقدمة تعريفية مطولة للملحمة تعد كتابا قائما بذاته. وقد أقام بمصر حتى سنة 1908م يضارب بالأسهم والأطيان، ويشتغل بالمعارف والآداب، أصدر خلالها الإلياذة معربة في أكثر من ألف صفحة، وألف كتابه "عبرة وذكرى" على إثر الانقلاب العثماني، وترأس جمعية" الكتاب وانتخب عضوا في مجلس "الجامعة المصرية"، وكان أثناء ذلك لا يذهب إلى لبنان إلا للمضيف.
ومن شعره هذان البيتان عربهما عن الفارسية:
قضيت إلهي بالعذاب ويا ترى بأي مكان بالعذاب تدين
فليس عذاب حيثما أنت كائن وأي مكان لست فيه يكون

## آخر أيامه
اعتلّت صحته في أواخر حياته فسافر إلى أمريكا للعلاج، فتوفي في نيويورك في الأول من يونيو سنة 1925م، ونقل جثمانه ليدفن في مسقط رأسه «بكشتين».